# Апостольская префектура Синина
Апостольская префектура Синина (лат. Praefectura Apostolica Siningensis) — апостольская префектура Римско-Католической церкви с центром в городе Синин, Китай. Апостольская префектура Синина распространяет свою юрисдикцию на территорию провинции Цинхай. Апостольская префектура Синина подчиняется непосредственно Святому Престолу.

## История
4 февраля 1937 года Римский папа Пий XI издал буллу Ecclesiae universae, которой учредил апостольскую префектуру Синина, выделив её из апостольского викариата Ланьчжоуфу (сегодня — Архиепархия Ланьчжоу).

## Ординарии апостольской префектуры
- епископ Hyeronimus Haberstroh (12.11.1937 — 13.08.1969);
  - Sede vacante — с 1969 по 1990 гг.;
- епископ Matthias Gu Zheng (1990 — по настоящее время).

## Источник
- Annuario Pontificio, Libreria Editrice Vaticana, Città del Vaticano, 2003, ISBN 88-209-7422-3
- Булла Ecclesiae universae, AAS 29 (1937), стр. 265  (лат.)